# عصر فوغل

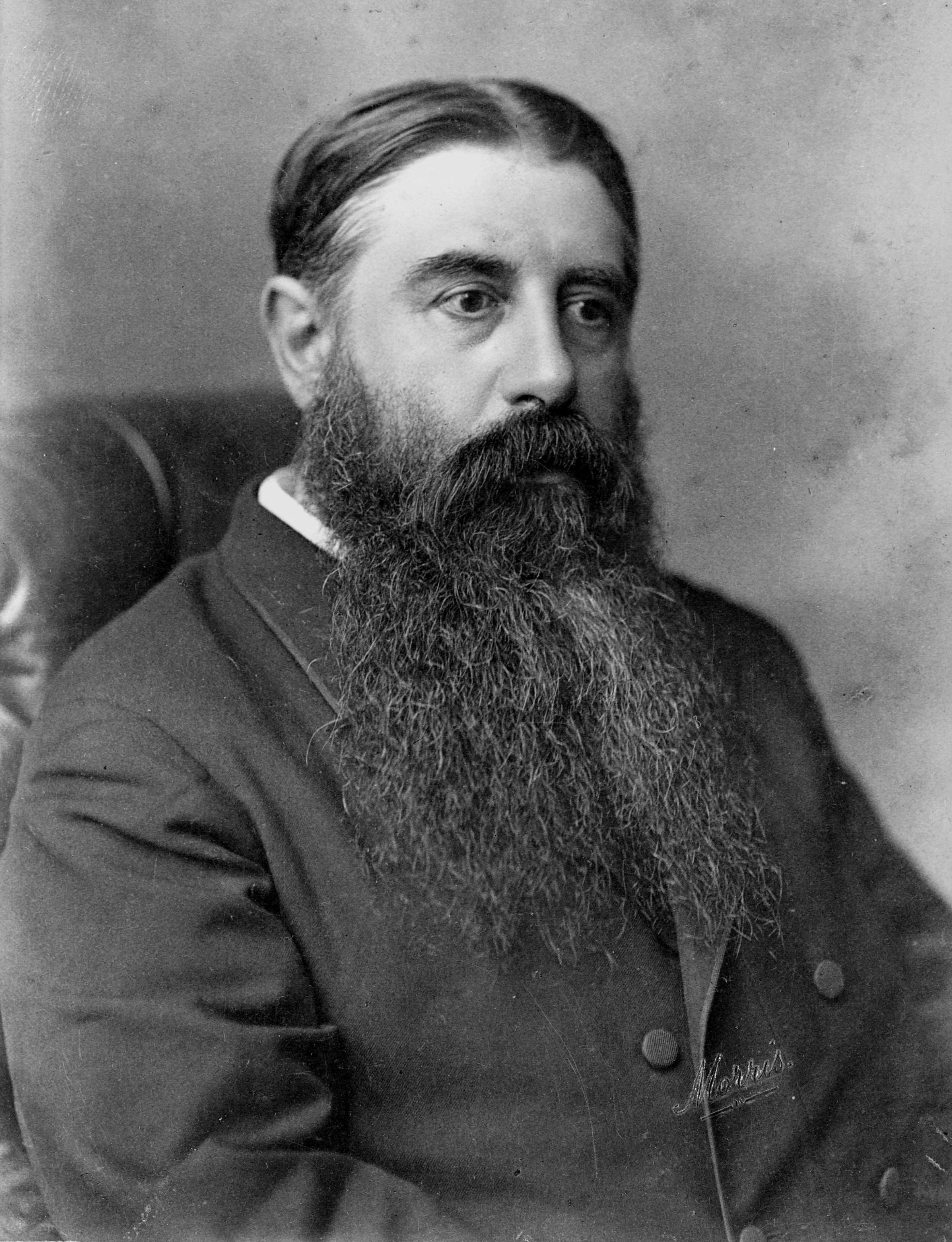

عصر فوغل (بالإنجليزية: The Vogel Era)‏: تبنَّت نيوزيلندا في فترة السبعينيات من القرن التاسع عشر خطة للهجرة والأشغال العامة التي افتتحها أمين الخزانة الاستعماري آنذاك يوهان فوغل وذلك بهدف تنمية البلاد ومعالجة الركود الاقتصادي في أواخر الستينيات من القرن التاسع عشر، وقد مولت هذه الخطة عن طريق الاقتراض من بلاد الخارج. أسفرت «سياسة الأشغال العامة الكبرى» التي اتبعها عن زيادة كبيرة في عدد المهاجرين وتوفير العديد من الخطوط الجديدة للسكك الحديدية والطرق والتلغراف. وقد تطور نظام السكك الحديدية من بضعة خطوط في ثلاثة مقاييس محددة لاتساع كل منها إلى إنشاء شبكة وطنية تشمل الخط الرئيسي من كريستشرش إلى دونيدين، رغم أن «اتساع السكة» كان ضيقًا إذ كان يتطلب مساحة أكبر لزيادة حدود الطول والوزن المقيدة.

## سكك فوغل الحديدية
اقترح فوغل أن إنشاء سكك حديدية ضيقة يُعتبر أسهل على الطرق الوعرة. يمتد خط «بايلوت» على 59 ميل (95 كم) وهو يصل بين خطي دانيدين وكلوثا؛ افتُتح القسم الأول الذي يمتد على 10 كم عام 1874. أعطيت الأولوية لاستكمال خط السكة بين كريستشرش ودوندين. لم يكن يجب أن تتجاوز درجة الانحدار 1 في 50 أو أن تتجاوز المنحنيات أكثر من 200 متر (10 سلاسل). قُدرت تكلفة البناء بمبلغ 3000 جنيه استرليني لكل كيلومتر، بالمقارنة مع السكك الحديدية لمقاطعة كانتربري التي بلغ متوسطها 8000 جنيه استرليني لكل كيلومتر) باستثناء مبلغ 200000 جنيه استرليني لنفق ليتلتون. لكن على الرغم من أن أعمال الحفريات في سهول كانتربري كانت سطحية أو عبارة عن «حُفر بسيطة»، فإن المساحات اللازمة لعبور أنهار كانتربري الواسعة كانت كبيرة، على الرغم من المنعطفات الداخلية التي تساعد على عبور أقصر وأكثر ثباتًا لنهر راكايا (الذي يمتد على طريق بمساحة 1818 متر يصل بين الطرق والسكك الحديدية والذي أُنشا عام 1873) ونهر رانجيتاتا (يمتد فوقه جسرين).
حدَّد قانون 1870 اتساع سكك حديدية موحد في البلاد؛ على الرغم من أن هذا القانون قد حدد اتساع بمقدار لا يتجاوز 3 أقدام و6 بوصات (1067 مم)، فقد تم اختيار المقياس ذاته المُستخدم في كندا والنرويج بتوصيات من المهندس المدني تشارلز فوكس. بُنيت الخطوط بممرات رفيعة ومنحدرات شديدة ومنحنيات ضيقة وجسور خشبية خفيفة الوزن. وقد تم فيما بعد استبدال القضبان الحديدية 20 كغ/م (40 رطل/ياردة) بقضبان فولاذية (التي تُعد أرخص الآن) 26 كغ/م (52 رطل/ياردة)؛ ثم بقضبان أثقل وزنًا 28 أو 35 كغ/م (56 أو 71 رطل/ياردة) في العصر الليبيرالي من 1891-1912، ما أدّضى إلى زيادة الحد الأقصى لقوة عزم المحور من ستة أطنان إلى 16 أو 18 طنًا بحاجز 50 كغ/م. لكن الأنفاق الضيقة التي يبلغ ارتفاعها 3.5 متر (11⁄2 قدم) أدت إلى هبوط ثقيل في الممرات أو «ضعف» قدرتها في استيعاب الحاويات خلال القرن العشرين.
تعاقد فوغل مع شركة جون بروغدين وأبناءه في إنجلترا لبناء ستة خطوط سكك حديدية، لتمويل الأرض والأموال، بهدف جلب 10 آلاف مهاجر أو «ضباط بحرية». وقد صُممت الأقسام الستة من الشبكة الوطنية المستقبلية في مسارات من أوكلاند، ولينغتون، ونابيير، وأوامارو، وأينفيركارجيل.